# Тоні Твіст
Тоні Твіст (англ. Tony Twist; нар. 9 травня 1968, Шервуд-Парк) — канадський хокеїст, що грав на позиції крайнього нападника.

## Ігрова кар'єра
Хокейну кар'єру розпочав 1985 року.
1988 року був обраний на драфті НХЛ під 177-м загальним номером командою «Сент-Луїс Блюз». 
Протягом професійної клубної ігрової кар'єри, що тривала 11 років, захищав кольори команд «Квебек Нордікс» та «Сент-Луїс Блюз».
Загалом провів 422 матчі в НХЛ.

## Статистика
| Сезон        | Клуб                       | Ліга         | Регулярний сезон | Регулярний сезон | Регулярний сезон | Регулярний сезон | Регулярний сезон | Регулярний сезон | Регулярний сезон | Регулярний сезон | Регулярний сезон | Плей-оф | Плей-оф | Плей-оф | Плей-оф | Плей-оф |
| Сезон        | Клуб                       | Ліга         | І                | Г                | П                | О                | ШХ               | +/-              | ГБ               | ГМ               | ПГ               | І       | Г       | П       | О       | ШХ      |
| ------------ | -------------------------- | ------------ | ---------------- | ---------------- | ---------------- | ---------------- | ---------------- | ---------------- | ---------------- | ---------------- | ---------------- | ------- | ------- | ------- | ------- | ------- |
| 1985–86      | «Прінс-Джордж Спрус Кінгс» | ТХЛ          | 42               | 32               | 20               | 52               | 162              | —                | —                | —                | —                | —       | —       | —       | —       | —       |
| 1986–87      | «Саскатун Блейдс»          | ЗХЛ          | 64               | 0                | 8                | 8                | 181              | —                | —                | —                | —                | —       | —       | —       | —       | —       |
| 1987–88      | «Саскатун Блейдс»          | ЗХЛ          | 55               | 1                | 8                | 9                | 226              | —                | —                | —                | —                | 10      | 1       | 1       | 2       | 6       |
| 1988–89      | «Пеорія Райвермен»         | ІХЛ          | 67               | 3                | 8                | 11               | 312              | —                | —                | —                | —                | —       | —       | —       | —       | —       |
| 1989–90      | «Сент-Луїс Блюз»           | НХЛ          | 28               | 0                | 0                | 0                | 124              | -2               | —                | —                | —                | —       | —       | —       | —       | —       |
| 1989–90      | «Пеорія Райвермен»         | ІХЛ          | 36               | 1                | 5                | 6                | 200              | —                | —                | —                | —                | 5       | 0       | 2       | 2       | 8       |
| 1990–91      | «Пеорія Райвермен»         | ІХЛ          | 38               | 2                | 10               | 12               | 244              | —                | —                | —                | —                | —       | —       | —       | —       | —       |
| 1990–91      | «Квебек Нордікс»           | НХЛ          | 24               | 0                | 0                | 0                | 104              | -4               | —                | —                | —                | —       | —       | —       | —       | —       |
| 1991–92      | «Квебек Нордікс»           | НХЛ          | 44               | 0                | 1                | 1                | 164              | -3               | —                | —                | —                | —       | —       | —       | —       | —       |
| 1992–93      | «Квебек Нордікс»           | НХЛ          | 34               | 0                | 2                | 2                | 64               | 0                | —                | —                | —                | —       | —       | —       | —       | —       |
| 1993–94      | «Квебек Нордікс»           | НХЛ          | 49               | 0                | 4                | 4                | 101              | -1               | —                | —                | —                | —       | —       | —       | —       | —       |
| 1994–95      | «Сент-Луїс Блюз»           | НХЛ          | 28               | 3                | 0                | 3                | 89               | 0                | —                | —                | 1                | 1       | 0       | 0       | 0       | 6       |
| 1995–96      | «Сент-Луїс Блюз»           | НХЛ          | 51               | 3                | 2                | 5                | 100              | -1               | —                | —                | 1                | 10      | 1       | 1       | 2       | 16      |
| 1996–97      | «Сент-Луїс Блюз»           | НХЛ          | 64               | 1                | 2                | 3                | 121              | -8               | —                | —                | —                | 6       | 0       | 0       | 0       | 0       |
| 1997–98      | «Сент-Луїс Блюз»           | НХЛ          | 60               | 1                | 1                | 2                | 105              | -4               | —                | —                | —                | —       | —       | —       | —       | —       |
| 1998–99      | «Сент-Луїс Блюз»           | НХЛ          | 63               | 2                | 6                | 8                | 149              | 0                | —                | —                | —                | 1       | 0       | 0       | 0       | 0       |
| Усього в НХЛ | Усього в НХЛ               | Усього в НХЛ | 445              | 10               | 18               | 28               | 1121             | -23              | —                | —                | 2                | 18      | 1       | 1       | 2       | 22      |